# Zinktellurid
Zinktellurid (ZnTe) ist eine kristalline Verbindung aus der Gruppe der Telluride, die aus Zink und Tellur mit einer (kubischen) Zinkblende-Kristallstruktur (Raumgruppe F43m (Raumgruppen-Nr. 216)) gebildet wird.

## Gewinnung und Darstellung
Zinktellurid kann im Vakuum direkt aus den Elementen bei 800–900 °C gewonnen werden.
{\displaystyle \mathrm {Zn+Te\longrightarrow ZnTe} }

## Eigenschaften
Zinktellurid ist ein graues Pulver, das beim Zerreiben rot wird. Unter Feuchtigkeitsausschluss ist es haltbar. Wasser und verdünnte Säuren zersetzen es unter Bildung von Tellurwasserstoff.
In seiner kristallinen Form ist es ein direkter Halbleiter mit einem Bandabstand von 2,23 bis 2,25 eV und zählt zu den II-VI-Verbindungshalbleitern.

## Verwendung
Zinktellurid lässt sich leicht dotieren und wird im Bereich der Optoelektronik zur Herstellung von blauen Leuchtdioden, Laserdioden  und Solarzellen als Werkstoff verwendet. Weiters findet es in Kombination mit Cadmiumtellurid (CdTe) bei pin-Dioden in elektronischen Hochfrequenzschaltungen Anwendung.
Zinktellurid dient in Kombination mit Cadmium als Basis für ternäre Halbleiter wie CdxZn(1−x)Te, welche eine Modellierung des Bandabstandes, und damit der optischen Eigenschaften, durch unterschiedliche Mischungsverhältnisse erlaubt.
Neben Lithiumniobat wird es im Bereich der nichtlinearen Optik zur Erzeugung von Terahertzstrahlung durch optische Gleichrichtung verwendet.

## Verwandte Verbindungen
- Quecksilber(II)cadmium(II)tellurid ((Hg,Cd)Te)
- Quecksilbertellurid (HgTe)
- Cadmiumselenid (CdSe)
- Cadmiumzinktellurid ((Cd,Zn)Te)